# Takeichi Nishi
Takeichi Nishi (西 竹一?, Nishi Takeichi; Azabu, 12 luglio 1902 – Iwo Jima, 22 marzo 1945) è stato un cavaliere e militare giapponese.

## Biografia
Nacque come figlio illegittimo del diplomatico Nishi Tokujirō, mentre sua madre fu costretta a lasciare la casa poco tempo dopo la sua nascita. Verso la fine degli anni '10 si avviò nella carriera militare. Partecipò inoltre alle Olimpiadi 1932 svoltesi a Los Angeles, vincendo una medaglia d'oro nel salto ostacoli individuale. Con il suo cavallo Urano partecipò anche alle Olimpiadi 1936, ma la sua gara fu interrotta da una caduta.
Nell'agosto 1943 ottenne il grado di tenente colonnello. Nel 1944 venne assegnato, con il suo reggimento, alla difesa dell'isola di Iwo Jima, sotto il comando del tenente generale Tadamichi Kuribayashi. Nel luglio 1944, la nave su cui si trovava Nishi insieme al reggimento fu colpita da siluri sganciati dal sottomarino USS Cobia (SS-245). Nishi sopravvisse e fece ritorno a Tokyo. Cadde in combattimento durante la battaglia di Iwo Jima nel marzo '45, all'età di 42 anni. Secondo alcune fonti si suicidò mentre era circondato dai nemici. È stato promosso postumo al grado di colonnello.

## Nei media
Nel film del 2006 Lettere da Iwo Jima, diretto da Clint Eastwood, il ruolo di Takeichi Nishi è interpretato dall'attore giapponese di origine coreana Tsuyoshi Ihara.

## Palmarès
Olimpiadi
- 1 medaglia:
  - 1 oro (salto ostacoli individuale a Los Angeles 1932)